# Colombia Eerst
Colombia Eerst (Spaans: Primero Colombia) is een politieke beweging in Colombia die de kandidatuur van Álvaro Uribe steunde bij de presidentsverkiezingen van 2002 en van 2006. 
PC werd in 2002 opgericht door Álvaro Uribe die uit de intern verdeelde Colombiaanse Liberale Partij (Partido Liberal Colombiano) kwam, die, ondanks dat de partij de grootste bleef in de Kamer van Afgevaardigden bij de parlementsverkiezingen van 10 maart 2002, een flinke nederlaag had geleden (een verlies van 45 zetels). Op 20 mei 2002 versloeg de populaire Uribe de liberale kandidaat Horacio Serpa Uribe bij de presidentsverkiezingen met 53% van de stemmen. PC was aanvankelijk vooral een groep van supporters van Uribe en een ideologie ontbrak. Pas in een later stadium (2003) ontwikkelde de groepering zich tot een centrumrechtse, conservatief-liberale groep. 
In een poging alle pro-Uribe-groepen en -partijen in het Colombiaanse parlement te verenigen werd in 2005 de Sociale Nationale Verenigde Partij (Partido Social de Unidad Nacional) opgericht waar ook PC lid van werd. Bij de parlementsverkiezingen van 12 maart 2006 won de PSNUP 29 zetels in de Kamer van Afgevaardigden en 20 zetels in de Senaat (Senado). 
Bij de presidentsverkiezingen van 28 mei 2006 werd Uribe namens Colombia Eerst als president herkozen.